# Duck Hill
Duck Hill és una població dels Estats Units a l'estat de Mississipi. Segons el cens del 2000 tenia 746 habitants.

## Demografia
Segons el cens del 2000, Duck Hill tenia 746 habitants, 307 habitatges, i 201 famílies. La densitat de població era de 279,6 habitants per km².
Dels 307 habitatges en un 36,8% hi vivien nens de menys de 18 anys, en un 44,3% hi vivien parelles casades, en un 16,6% dones solteres, i en un 34,5% no eren unitats familiars. En el 33,2% dels habitatges hi vivien persones soles el 16,9% de les quals corresponia a persones de 65 anys o més que vivien soles. El nombre mitjà de persones vivint en cada habitatge era de 2,43 i el nombre mitjà de persones que vivien en cada família era de 3,11.
Per edats la població es repartia de la següent manera: un 30,3% tenia menys de 18 anys, un 7% entre 18 i 24, un 26,5% entre 25 i 44, un 20,4% de 45 a 60 i un 15,8% 65 anys o més.
L'edat mediana era de 34 anys. Per cada 100 dones de 18 o més anys hi havia 69,9 homes.
La renda mediana per habitatge era de 24.118 $ i la renda mediana per família de 29.375 $. Els homes tenien una renda mediana de 26.731 $ mentre que les dones 17.639 $. La renda per capita de la població era d'11.550 $. Entorn del 18,9% de les famílies i el 21,4% de la població estaven per davall del llindar de pobresa.

## Poblacions més properes
El següent diagrama mostra les poblacions més properes.